# C-Road
C-Road és una població dels Estats Units a l'estat de Califòrnia. Segons el cens del 2000 tenia 152 habitants.

## Demografia
Segons el cens del 2000, C-Road tenia 152 habitants, 61 habitatges, i 50 famílies. La densitat de població era de 22,5 habitants per km².
Dels 61 habitatges en un 31,1% hi vivien nens de menys de 18 anys, en un 67,2% hi vivien parelles casades, en un 4,9% dones solteres, i en un 18% no eren unitats familiars. En el 16,4% dels habitatges hi vivien persones soles el 4,9% de les quals corresponia a persones de 65 anys o més que vivien soles. El nombre mitjà de persones vivint en cada habitatge era de 2,49 i el nombre mitjà de persones que vivien en cada família era de 2,8.
Per edats la població es repartia de la següent manera: un 23% tenia menys de 18 anys, un 3,3% entre 18 i 24, un 22,4% entre 25 i 44, un 39,5% de 45 a 60 i un 11,8% 65 anys o més.
L'edat mediana era de 46 anys. Per cada 100 dones de 18 o més anys hi havia 129,4 homes.
La renda mediana per habitatge era de 26.250 $ i la renda mediana per família de 51.250 $. Els homes tenien una renda mediana de 51.250 $ mentre que les dones 0 $. La renda per capita de la població era de 18.088 $. Entorn del 27,1% de les famílies i el 33,8% de la població estaven per davall del llindar de pobresa.

## Poblacions més properes
El següent diagrama mostra les poblacions més properes.